# José Luis González (piłkarz)
José Luis „Calaca” González Dávila (ur. 14 września 1942 w mieście Meksyk, zm. 8 września 1995 tamże) – meksykański piłkarz występujący na pozycji środkowego pomocnika.

## Kariera klubowa
González pochodził ze stołecznego miasta Meksyk i był wychowankiem tamtejszej drużyny Pumas UNAM. Wraz z Aarónem Padillą jest uznawany za pierwszego z wielu świetnych zawodników, którzy rozpoczynali treningi w słynnej akademii juniorskiej tego klubu. Do pierwszego zespołu, będącego wówczas absolutnym beniaminkiem najwyższej klasy rozgrywkowej, został włączony jako dwudziestolatek i w meksykańskiej Primera División zadebiutował 2 grudnia 1962 w zremisowanym 1:1 meczu z Tolucą. Szybko wywalczył sobie miejsce w wyjściowym składzie i w sezonie 1967/1968 zdobył ze swoją drużyną tytuł wicemistrza Meksyku. Było to jego jedyne osiągnięcie odniesione ze stanowiącym dopiero podwaliny pod przyszłe sukcesy klubu zespołem Pumas, którego barwy reprezentował przez dziewięć lat, pozostając jedną z gwiazd i kapitanem ekipy; obecnie uznaje się go za jedną z ważniejszych figur wczesnej historii klubu. W 1971 roku przeniósł się do drużyny Deportivo Toluca, gdzie występował przez kolejne trzy sezony bez większych sukcesów. Profesjonalną karierę zdecydował się zakończyć w wieku 32 lat.

## Kariera reprezentacyjna
W 1964 roku González został powołany przez szkoleniowca Ignacio Trellesa do rezerwowej reprezentacji Meksyku na Igrzyska Olimpijskie w Tokio. Tam pełnił rolę podstawowego zawodnika swojej drużyny i rozegrał w niej wszystkie trzy spotkania, lecz jego kadra zanotowała w nich remis i dwie porażki, wobec czego odpadła z męskiego turnieju piłkarskiego już w fazie grupowej, w której zajęła trzecie, niepremiowane awansem miejsce.
W pierwszej reprezentacji Meksyku González zadebiutował za kadencji selekcjonera Ignacio Trellesa, 28 lutego 1965 w wygranym 1:0 meczu z Hondurasem w ramach udanych ostatecznie dla jego kadry eliminacji do Mistrzostw Świata 1966. Już w kolejnym spotkaniu, rozegranym 4 marca rewanżu z tym samym rywalem (3:0), zdobył swojego premierowego gola w drużynie narodowej, a ogółem w kwalifikacjach wpisał się jeszcze na listę strzelców w konfrontacji z USA (2:2). Kilka tygodni później znalazł się w składzie na Mistrzostwa CONCACAF, podczas których rozegrał dwa z pięciu meczów, a jego zespół triumfował ostatecznie w tych rozgrywkach. W 1966 roku został powołany przez Trellesa na Mistrzostwa Świata w Anglii, gdzie jednak pełnił rolę głębokiego rezerwowego swojej kadry, ani razu nie pojawiając się na boisku, zaś Meksykanie zakończyli ostatecznie swój udział w mundialu na fazie grupowej.
W 1970 roku, po kilkudziesięciu występach w meczach towarzyskich, González znalazł się w ogłoszonym przez trenera Raúla Cárdenasa składzie na Mistrzostwa Świata w Meksyku. Tam był jednym z ważniejszych zawodników swojej drużyny i rozegrał trzy z czterech możliwych meczów; w fazie grupowej z Salwadorem (4:0) i Belgią (1:0) oraz w ćwierćfinale z Włochami (1:4). Ponadto w ostatnim z wymienionych spotkań zdobył otwierającą wynik bramkę, a Meksykanie, pełniący wówczas rolę gospodarzy, po raz pierwszy w historii na mistrzostwach świata zdołali wyjść z grupy, w której zajęli drugie miejsce, lecz odpadli z mundialu zaraz potem, w ćwierćfinale. Ogółem swój bilans reprezentacyjny zamknął na czterdziestu rozegranych spotkaniach, w których czterokrotnie wpisywał się na listę strzelców, kilka razy pełniąc również rolę kapitana kadry narodowej.